# Liste der Monuments historiques in Wahagnies
Die Liste der Monuments historiques in Wahagnies führt die Monuments historiques in der französischen Gemeinde Wahagnies auf.

## Liste der Objekte
| Bezeichnung | Beschreibung            | Standort                           | Kennzeichnung | Schutzstatus | Datum | Bild |
| ----------- | ----------------------- | ---------------------------------- | ------------- | ------------ | ----- | ---- |
| Taufbecken  | Marmor, 18. Jahrhundert | in der Kirche St-Barthélémy (Lage) | PM59008248    | Inscrit      | 1973  |      |